# Botaurus
Pour les articles homonymes, voir Butor.
Genre
Le genre Botaurus regroupe quatre espèces de butors, oiseaux appartenant à la famille des Ardeidae.

## Liste des espèces
D'après la classification de référence (version 15.1, 2025) de l'Union internationale des ornithologues (ordre philogénique) :
- Botaurus stellaris (Linnaeus, 1758) – Butor étoilé ;
- Botaurus poiciloptilus (Wagler, 1827) – Butor d'Australie ;
- Botaurus lentiginosus (Rackett, 1813) – Butor d'Amérique ;
- Botaurus pinnatus (Wagler, 1829) – Butor mirasol ;
- Botaurus involucris (Vieillot, 1823) – Blongios varié ;
- Botaurus exilis (Gmelin, JF, 1789) – Petit Blongios ;
- Botaurus flavicollis (Latham, 1790) – Blongios à cou jaune ;
- Botaurus cinnamomeus (Gmelin, JF, 1789) – Blongios cannelle ;
- Botaurus eurhythmus (Swinhoe, 1873) – Blongios de Schrenck ;
- Botaurus sturmii (Wagler, 1827) – Blongios de Sturm ;
- Botaurus minutus (Linnaeus, 1766) – Blongios nain ;
- Botaurus sinensis (Gmelin, JF, 1789) – Blongios de Chine ;
- Botaurus dubius (Mathews, 1912) – Blongios d'Australie ;
- Botaurus novaezelandiae (Purdie, 1871) – Blongios à dos noir.